# Б'ячі Бернадетт
Б'ячі Бернадетт (угор. Biacsi Bernadett; 29 грудня 1985, Сегед) — угорська легкоатлетка, учасниця Літніх Паралімпійських ігор. Разом із сестрою Ілоною несла прапор країни на Церемонії відкриття Літніх Паралімпійських ігор 2012 у Лондоні.